# Центральный (Буйский район)
Центра́льный — посёлок в Буйском районе Костромской области. Входит в состав Барановского сельского поселения.

## География
Посёлок находится в западной части Костромской области, на левом берегу реки Кострома, на расстоянии примерно 7 км (по прямой) на север от города Буй, административного центра района.

## Население
| 2008 | 2010 | 2014 |
| ---- | ---- | ---- |
| 8    | ↘0   | ↗13  |

### Национальный состав
Согласно результатам переписи 2002 года, в национальной структуре населения русские составляли 87 % из 23 чел.

## Улицы
В посёлке имеется одна улица: Хонька. 